# Colomieu
Colomieu település Franciaországban, Ain megyében. Lakosainak száma 164 fő (2022. január 1.). Colomieu Ambléon, Conzieu, Saint-Germain-les-Paroisses és Arboys en Bugey községekkel határos.

## Népesség
A település népességének változása:
| Lakosok száma | 98   | 122  | 114  | 119  | 124  | 130  | 140  | 156  | 159  | 164  |
|               | 1968 | 1982 | 1990 | 2006 | 2013 | 2015 | 2017 | 2019 | 2020 | 2022 |